# Procladius imicola
Procladius imicola är en tvåvingeart som beskrevs av Jean-Jacques Kieffer 1922. Procladius imicola ingår i släktet Procladius och familjen fjädermyggor. Arten är reproducerande i Sverige. Inga underarter finns listade i Catalogue of Life.